# Paracainiella dryadis
Paracainiella dryadis är en svampart som beskrevs av Lar.N. Vassiljeva 1983. Paracainiella dryadis ingår i släktet Paracainiella och familjen Amphisphaeriaceae.   Inga underarter finns listade i Catalogue of Life.